# Вступление Боснии и Герцеговины в Европейский союз
Вступление Боснии и Герцеговины в Европейский союз — процедура принятия Боснии и Герцеговины в Европейский союз. Присоединение Боснии и Герцеговины к Европейскому Союзу является заявленной целью нынешних отношений между двумя образованиями. Страна была признана кандидатом на вступление в ЕС с момента решения Европейского совета в декабре 2022 года и находится в текущей повестке дня будущего расширения ЕС. Босния и Герцеговина участвует в Процессе стабилизации и ассоциации, и торговые отношения регулируются Временным соглашением.
Босния и Герцеговина официально подала заявку на членство в ЕС 15 февраля 2016 года, после нескольких лет конституционных реформ и выполнения Дейтонских соглашений. Неспособность Боснии выполнить условия закрытия Управления Высокого представителя, включая решение вопросов государственной и военной собственности и проведение конституционных реформ, не позволила стране подать заявку до 2016 года. 15 декабря 2022 года Европейский совет официально предоставил Боснии и Герцеговине статус кандидата. 12 марта 2024 года Европейская комиссия рекомендовала начать переговоры о вступлении страны в Евросоюз. 21 марта 2024 года Европейский совет одобрил начало переговоров о вступлении в ЕС с Боснией и Герцеговиной.

## История
В 1997 году Европейский союз разработал региональный подход к Западным Балканам с политическими и экономическими критериями для развития двусторонних отношений. В следующем году была создана Консультативная рабочая группа ЕС и Боснии и Герцеговины, чтобы начать этот процесс, которая в 2006 году была заменена Органом по мониторингу процесса реформ.
Временное соглашение о торговле и связанных с торговлей вопросах было подписано и вступило в силу 1 июля 2008 года. Временное соглашение представляло собой правовую основу для торговли между Боснией и Европейским союзом в 2008—2015 годах. Односторонние торговые преференции были введены Евросоюзом для Боснии и Герцеговины в 2000 году. С 2008 года объём торговли увеличился, и продуктам ЕС были предоставлены взаимные преференции в Боснии и Герцеговине. Европейский союз является основным торговым партнером Боснии и Герцеговины; 73,5% экспорта из страны пришлось в ЕС в 2014 году после вступления Хорватии.
18 февраля 2008 года было подписано соглашение о стабилизации и ассоциации Боснии и Герцеговины с Европейским союзом.
С декабря 2010 года граждане Боснии и Герцеговины с биометрическим паспортом получили доступ в Шенгенскую зону без визы.
15 февраля 2016 года страна подала заявку на вступление в Европейский союз.
9 декабря 2016 года Босния и Герцеговина получила вопросник о вступлении от Европейской комиссии, ответы на который были представлены в феврале 2018 года. 20 июня 2018 года Европейская комиссия направила 655 дополнительных вопросов к анкете. Председатель Президиума Боснии и Герцеговины Милорад Додик передал ответы на эти вопросы 5 марта 2019 года. Мнение по заявке Боснии было опубликовано Европейской комиссией в мае 2019 года. Двадцать два вопроса о политике и политических критериях всё ещё оставались без ответа. Она остаётся потенциальной страной-кандидатом до тех пор, пока не сможет успешно ответить на все вопросы в анкете Европейской комиссии, а также «не обеспечит функционирование Парламентского комитета стабилизации и ассоциации и не разработает национальную программу по принятию норм ЕС».
12 октября 2022 года Европейская комиссия рекомендовала Совету предоставить Боснии и Герцеговине статус кандидата при условии, что страна предпримет ряд шагов по реформированию. 15 декабря 2022 года Европейский совет официально предоставил Боснии и Герцеговине статус кандидата.
12 марта 2024 года Европейская комиссия рекомендовала начать официальные переговоры о вступлении Боснии и Герцеговины в Евросоюз.
21 марта 2024 года на саммите в Брюсселе Европейский совет единогласно решил начать переговоры о вступлении страны в ЕС. Председатель Европейского совета Шарль Мишель приветствовал это решение, отметив, что переговоры должны начаться после препятствий дальнейшим реформам.
| Acquis communautaire                                                      | Состояние на ноябрь 2023     | Открытие глав        |
| ------------------------------------------------------------------------- | ---------------------------- | -------------------- |
| 1. Свободное перемещение товаров                                          | Ранняя стадия подготовки     | Глава еще не открыта |
| 2. Свободное перемещение рабочей силы                                     | Некоторый уровень подготовки | Глава еще не открыта |
| 3. Свобода учреждения и движения услуг                                    | Ранняя стадия подготовки     | Глава еще не открыта |
| 4. Свободное перемещение капиталов                                        | Умеренно подготовлено        | Глава еще не открыта |
| 5. Государственные закупки                                                | Некоторый уровень подготовки | Глава еще не открыта |
| 6. Корпоративное право                                                    | Некоторый уровень подготовки | Глава еще не открыта |
| 7. Право интеллектуальной собственности                                   | Умеренно подготовлено        | Глава еще не открыта |
| 8. Политика конкуренции                                                   | Некоторый уровень подготовки | Глава еще не открыта |
| 9. Финансовые услуги                                                      | Некоторый уровень подготовки | Глава еще не открыта |
| 10. Информационное общество и СМИ                                         | Ранняя стадия подготовки     | Глава еще не открыта |
| 11. Сельское хозяйство и развитие сельских территорий                     | Ранняя стадия подготовки     | Глава еще не открыта |
| 12. Безопасность пищевых продуктов, ветеринария и фитосанитарная политика | Некоторый уровень подготовки | Глава еще не открыта |
| 13. Рыболовство                                                           | Ранняя стадия подготовки     | Глава еще не открыта |
| 14. Транспортная политика                                                 | Некоторый уровень подготовки | Глава еще не открыта |
| 15. Энергетика                                                            | Ранняя стадия подготовки     | Глава еще не открыта |
| 16. Налогообложение                                                       | Некоторый уровень подготовки | Глава еще не открыта |
| 17. Экономическая и монетарная политика                                   | Ранняя стадия подготовки     | Глава еще не открыта |
| 18. Статистика                                                            | Ранняя стадия подготовки     | Глава еще не открыта |
| 19. Социальная политика и занятость                                       | Некоторый уровень подготовки | Глава еще не открыта |
| 20. Промышленная политика и предпринимательство                           | Ранняя стадия подготовки     | Глава еще не открыта |
| 21. Трансъевропейские сети                                                | Некоторый уровень подготовки | Глава еще не открыта |
| 22. Региональная политика и координация структурных инструментов          | Ранняя стадия подготовки     | Глава еще не открыта |
| 23. Суд и основные права                                                  | Некоторый уровень подготовки | Глава еще не открыта |
| 24. Правосудие, свобода и безопасность                                    | Некоторый уровень подготовки | Глава еще не открыта |
| 25. Наука и исследования                                                  | Некоторый уровень подготовки | Глава еще не открыта |
| 26.Образование и культура                                                 | Ранняя стадия подготовки     | Глава еще не открыта |
| 27. Окружающая среда и изменение климата                                  | Некоторый уровень подготовки | Глава еще не открыта |
| 28. Защита прав потребителей и здравоохранение                            | Ранняя стадия подготовки     | Глава еще не открыта |
| 29. Таможенный союз                                                       | Некоторый уровень подготовки | Глава еще не открыта |
| 30. Внешние связи                                                         | Некоторый уровень подготовки | Глава еще не открыта |
| 31. Иностранная политика, политика обороны и безопасности                 | Некоторый уровень подготовки | Глава еще не открыта |
| 32. Финансовый контроль                                                   | Некоторый уровень подготовки | Глава еще не открыта |
| 33. Бюджетные вопросы                                                     | Ранняя стадия подготовки     | Глава еще не открыта |
| 34. Институты                                                             | -                            | -                    |
| 35. Другие вопросы                                                        | -                            | -                    |

## Общественное мнение
Согласно опросу, проведённому Национальным демократическим институтом в 2019 году, 75% населения поддерживали вступление в ЕС. Произошёл своего рода раскол по этническому признаку:
- Боснийцы — 88% поддерживают, 10% против.
- Хорваты — 75% поддерживают, 21% против.
- Сербы — 54% поддерживают, 39% - против[14].